# Nebulosa d'Orió
La nebulosa d'Orió (Messier 42,M42, o NGC 1976) és una nebulosa difusa situada al sud [b] del cinturó d'Orió. Va ser descoberta per Nicolas-Claude Fabri de Peiresc el 1610, tot i que Ptolemeu, Tycho Brahe i Johann Bayer van identificar les estrelles del seu centre com una sola estrella grossa i Galileu va detectar un petit nombre d'estrelles a la regió.
És una de les nebuloses més brillants, i visible a ull nu al cel nocturn. M42 es troba a una distància de 1,270±76 anys llum i és la zona de formació estel·lar massiva més propera a la Terra. Té un diàmetre estimat 24 anys llum. En textos antics se la coneix com a Gran nebulosa o la gran nebulosa d'Orió. Textos més antics s'hi refereixen com a Ensis, el mateix nom que l'estrella Eta Orionis.
La nebulosa d'Orió és un dels objectes més estudiats i fotografiats del cel. La nebulosa ha revelat molt sobre els processos de com estrelles i sistemes planetaris es formen del col·lapse de núvols de pols i gas. Els astrònoms han observat directament discs protoplanetaris, nanes marrons, moviments de gasos intensos i turbulents, i els efectes fotoionitzants de les estrelles massives properes en la nebulosa.

## Informació general
La nebulosa, és de fet, una part d'una nebulosa molt més gran coneguda amb el nom de complex del núvol molecular d'Orió. Aquest núvol s'estén a través de la constel·lació d'Orió i inclou l'Anell de Barnard (Barnard's loop), la Nebulosa del Cap de Cavall, M43, 78 i la Nebulosa de la Flama. Hi ha formació estel·lar a tota la nebulosa, i a causa d'aquests processos d'intensa calor, la regió és particularment prominent a l'infraroig.
La nebulosa és visible a ull nu fins i tot en zones afectades per contaminació lumínica. Es pot veure com l'"estrella" del mig de l'espasa d'Orió, formada per tres estrelles que es troben just per sota del Cinturó d'Orió. A ull nu es pot veure com una estrella borrosa, amb binoculars o amb un petit telescopi és fàcilment apreciable com a nebulosa.
La nebulosa d'Orió conté un cúmul obert molt jove, conegut com a cúmul del Trapezi degut a l'asterisme de les seves quatre estrelles primàries. Dues d'aquestes estrelles es poden resoldre en els seves components sistemes binaris en bones condicions, donant un total de sis estrelles. Les estrelles del Trapezi, juntament amb d'altres, són encara estrelles joves. El trapezi pot ser un component del Cúmul de la Nebulosa d'Orió, una associació d'unes 2.000 estrelles en un diàmetre de 20 anys llum. Fa dos milions d'anys aquest cúmul podia haver hostatjat les estrelles fugitives AE Aurigae, 53 Arietis, i Mu Columbae, que actualment es mouen allunyant-se de la nebulosa a velocitats superiors als a 100 km/s.
Els observadors han vist un distintiu to verdós en la nebulosa, a més de regions de color vermell i àrees de blau violeta. El matís vermellós és causat per la radiació de la línia de recombinació Hα a una longitud d'ona de 656,3 nm. El blau violat és la radiació reflectida des de les estrelles massives de classe O del centre de la nebulosa.
El matís verdós, això no obstant, va ser una incògnita durant la primera part del segle xx, ja que cap de les línies espectrals conegudes llavors podien explicar-lo. Va haver-hi especulacions sobre si podria ser causat per un nou element, creant el nom de nebuli per aquest misteriós material. Posteriorment es va determinar, gràcies al millor coneixement de la física atòmica, que l'espectre verdós era causat per una transició d'electró de baixa probabilitat en un oxigen doblement ionitzat, la coneguda, transició prohibida. Aquesta radiació era, però, impossible de reproduir en laboratori perquè depenia de la quietud i l'ambient de lliure col·lisió que es troba a l'espai profund.

## Història

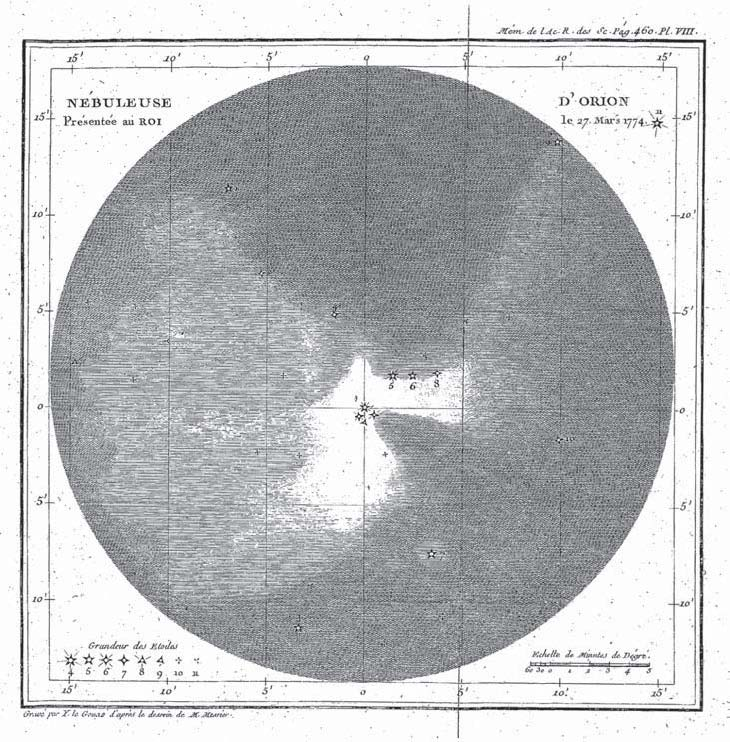
Dibuix de Messier de la nebulosa d'Orió en la seva memòria de 1771, Mémoires de l'Académie Royale.

La Civilització Maia d'Amèrica Central tenia un conte popular que parlava de la part del cel de la constel·lació d'Orió coneguda com a Xibalba.
La seva llar incloïa al seu centre una taca de foc brillant que corresponia a la nebulosa d'Orió. Aquest és una clara prova que els Maies detectaren una àrea difusa al cel diferent dels petits punts de les estrelles.
Aquesta nebulosa és visible a ull nu, per això és estrany que no hi hagi hagut cap menció de la nebulositat en textos escrits anteriors al segle xvii. En particular ni Claudi Ptolemeu en el seu Almagest ni Al Sufi en el seu Llibre de les estrelles fixes van descriure la nebulosa, encara més, aquests dos autors van llistar nebulositats en altres llocs del cel nocturn. Curiosament, aquesta nebulosa tampoc va ser mencionada per Galileu, tot i haver fet observacions telescòpiques d'aquesta part de la constel·lació d'Orió en 1610 i 1617. Aquest fet ha portat a especulacions que una flamarada de les estrelles que la il·luminen hagin pogut augmentar la lluentor de la nebulosa.
El primer que va notar aquesta nebulosa va ser Nicolas-Claude Fabri de Peiresc el 1610. Cysat de Lucerna, un astrònom Jesuïta, va ser el primer que publicà la descripció (tot i que una mica ambiguament) en un llibre sobre un cometa brillant el 1618. Va ser descoberta independentment per diferents astrònoms en els anys següents, incloent-hi Christiaan Huygens el 1656 (i el 1659 va publicar-ne el seu primer dibuix). Charles Messier la catalogà el 1769, i també va catalogar tres estrelles del Trapezi. (La primera detecció d'aquestes tres estrelles és de Galileu el 1617, però no s'adonà de la nebulosa dels seus voltants, possiblement degut a l'estret camp de visió del seu telescopi primerenc). Charles Messier publicà la primera edició del seu catàleg sobre objectes del cel profund el 1774 (acabat el 1771). Com que la nebulosa d'Orió va ser catalogada com l'objecte 42 ara també és coneguda amb el nom M2.
L'espectroscopi de William Huggins mostrà la natura gasosa de la nebulosa el 1865. Henry Draper va fer la primera fotografia de la nebulosa d'Orió al setembre de 1880, sent la primera fotografia del cel profund de la història.
El 1902, Vogel i Eberhard descobriren velocitats diferents dins la nebulosa i el 1914 els astrònoms de Marsella usaren l'interferòmetre per detectar rotacions i moviments irregulars. Campbell i Moore confirmaren aquests resultats usant l'espectrògraf, demostrant turbulències dins la nebulosa.
El 1931, Robert J. Trumpler notà que les estrelles més febles prop del Trapezi formaven un cúmul, i va ser el primer a anomenar-lo cúmul del trapezi. Basant-se en les seves magnituds i tipus espectrals, va calcular la distància estimada en 1.800 anys llum. Això suposava tres vegades més lluny que la distància estimada acceptada fins llavors, però molt més propera a les dades actuals.
El 1993,el telescopi espacial Hubble observà la nebulosa d'Orió, les imatges obtingudes es van usar per construir un detallat model de la nebulosa en tres dimensions. S'han observat discs protoplanetaris al voltant de la majoria de les noves estrelles formades a la nebulosa i també s'han pogut estudiar els efectes destructius de l'alt nivell d'energia ultraviolada procedent de les estrelles més massives.
El 2005, l'Advanced Camera for Surveys instrument del telescopi espacial Hubble captà la imatge més detallada que es té de la nebulosa. La imatge capturà unes 3.000 estrelles per sota de la magnitud 23 incloent una nana marró i una possible estrella binària nana marró. Un any més tard, científics que treballaven amb el telescopi espacial Hubble van anunciar per primera vegada les masses d'un parell de nanes marrons binàries eclipsants, 2MASS J05352184–0546085. El parell es troba a la nebulosa d'Orió i tenen unes masses aproximades de 0,054 Ms i 0,034 Ms respectivament, amb un període orbital de 9,8 dies. Sorprenentment, la més massiva de les dues també va resultar ser la menys lluminosa.

## Estructura

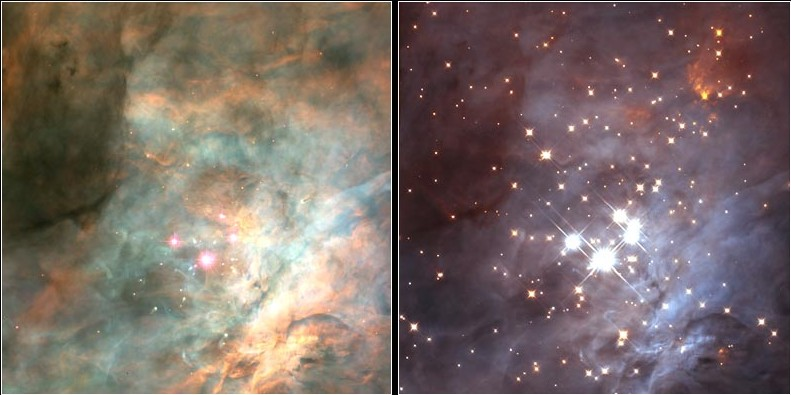
Les imatges optiques revelen núvols de gas i pols en la nebulosa d'Orió; una imatge d'infraroig (dreta) revela les noves estrelles brillants a dins Crèdit: C. R. O'Dell-Vanderbilt University, NASA, i ESA.

La nebulosa d'Orió s'estén sobre una regió de 10º en el cel, i inclou núvols de gas i pols, associacions d'estrelles, volums ionitzats de gas i nebuloses de reflexió.
La nebulosa forma un núvol esfèric que té el seu pic de densitat prop del centre. El núvol té una temperatura que varia fins al 10.000 K, però aquesta temperatura cau dràsticament en els límits de la nebulosa. A diferència de la distribució de densitat, el núvol mostra una gamma de velocitats i turbulències, particularment al voltant de la regió central. Els moviments relatius són fins a 19 km/s, amb variacions locals de fins a 50 km/s i possiblement més altes.
El model astronòmic actual per a la nebulosa consisteix en una regió centrada a Theta¹ Orionis C, l'estrella responsable de la major part de la radiació ionitzant ultraviolada. (Emet 3-4 vegades tanta llum ionitzant com la següent estrella més brillant, Theta² Orionis A.) Està envoltada per una crugia irregular i còncava de núvols més neutrals d'alta densitat amb agrupaments de gas neutral a la part exterior de l'àrea de la crugia. Aquesta al seu torn es troba al perímetre del núvol molecular d'Orió.
Els observadors han donat nom a algunes particularitats de la nebulosa d'Orió. El camí fosc que s'estén des del nord cap a la regió l'anomenen "boca de peix". Les dues regions il·luminades als dos costats s'anomenen "ales". Una altra formació particular inclou "l'espasa", "la ganivetada" i "el veler".

## Formació estel·lar

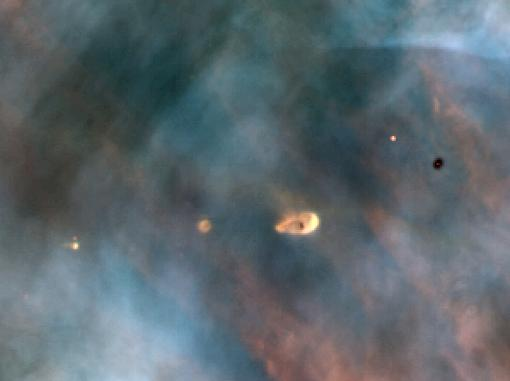
Vista d'alguns discs protoplanetaris en la nebulosa d'Orió fotografiats pel Telescopi espacial Hubble. Crèdit:NASA.

La nebulosa de d'Orió és un exemple d'incubadora estel·lar on noves estrelles neixen. Les observacions de la nebulosa han mostrat aproximadament 700 estrelles en diferents estats de formació dins de la nebulosa.
Observacions recents amb el Telescopi espacial Hubble han mostrat la major quantitat de discs protoplanetaris en la nebulosa d'Orió'. El telescopi espacial Hubble ha revelat més de 150 discs dins la nebulosa, i es considera que estan en els primers estadis de formació del sistema solar. El gran nombre trobat, s'ha aportat com a prova de què la formació de sistemes solars és força comú a l'univers.
Les estrelles es formen quan els agrupament d'hidrogen i altres gasos en una regió HII es contrauen deguat a la seva pròpia gravetat. Quan el gas es col·lapsa, l'agrupament central creix enfortit i el gas s'escalfa fins a temperatures extremes convertint l'energia potencial gravitatòria en energia tèrmica. Si la temperatura creix prou, s'iniciarà la fusió nuclear i es formarà un protoestrella. La protoestrella "neix" quan es comença a emetre prou energia radioactiva com per compensar la seva gravetat i aturar el col·lapse gravitacional.
Normalment, un núvol de material roman a una distància considerable de l'estrella abans de la ignició de la reacció de fusió. El romanent del núvol és el disc protoplanetari de la protoestrella, on els planetes podrien formar-se. Obsercacions infraroges recents mostren que els grans de pols en aquests discs protoplanetaris creixen, començant el camí per a formar planetesimals.
Una vegada la protoestrella entra en la seva fase de seqüència principal, es classifica com a estrella. Encara que la majoria dels discs protoplanetaris poden formar planetes, les observacions mostren que una intensa radiació estel·lar habria destruït qualsevol disc protoplanetari (proplyd en anglès) que es formés prop del grup del Trapezi, si el grup és tan vell com les estrelles de baixa massa del cúmul. Since proplyds are found very close to the Trapezium group, it can be argued that those stars are much younger than the rest of the cluster members.[c]

### Vents estel·lars i els efectes
Una vegada formades, les estrelles de la nebulosa emeten un flux de partícules carregades conegut com a vent estel·lar. Les estrelles massives (estrelles OB) i les estrelles joves tenen vents estel·lars molt més forts que els del Sol. El vent forma ones de xoc quan troba el gas de la nebulosa, llavors modela la forma dels núvols de gas. Les ones de xoc dels vents estel·lars tenen un paper important en la formació estel·lar compactant els núvols de gas, creant densitats no homogènies que condueixen al col·lapse gravitatori del núvol.
Hi ha tres tipus diferents de xocs en la nebulosa d'Orió. Molts són atributs d'objectes Herbig-Haro:
- Els xocs de proa (Bow shock en anglès) són estacionaris i es formen quan dues partícules de vapor col·lideixen entre elles. Estan presents prop de les estrelles més calentes de la nebulosa on la velocitat del vent estel·lar s'estima en milers de quilòmetres per segon i en les parts exteriors de la nebulosa on les velocitats són desenes de quilòmetres per segon. Els xocs de proa es poden formar al front dels jets estel·lars quan el jet xoca partícules interestel·lars.

- Xocs de jet es formen de jets de material sorgit de les nounates estrelles T Tauri. Aquests estrets vapors viatgen a centenes de quilòmetres per segon, i es converteixen en xocs quan troben gasos relativament estacionaris.

- Xocs deformats semblen als xocs de proa bow shocks. Es produeixen quan el xocs de jet troben gas movent-se a contracorrent.

La dinàmica del moviment de gasos a l'M42 són complexos, no obstant tendeixen a sortir a l'obertura de la crugia i dirigint-se cap a la Terra. La gran àrea neutra darrere de la regió ionitzada es contrau sota la seva pròpia gravetat.

## Evolució

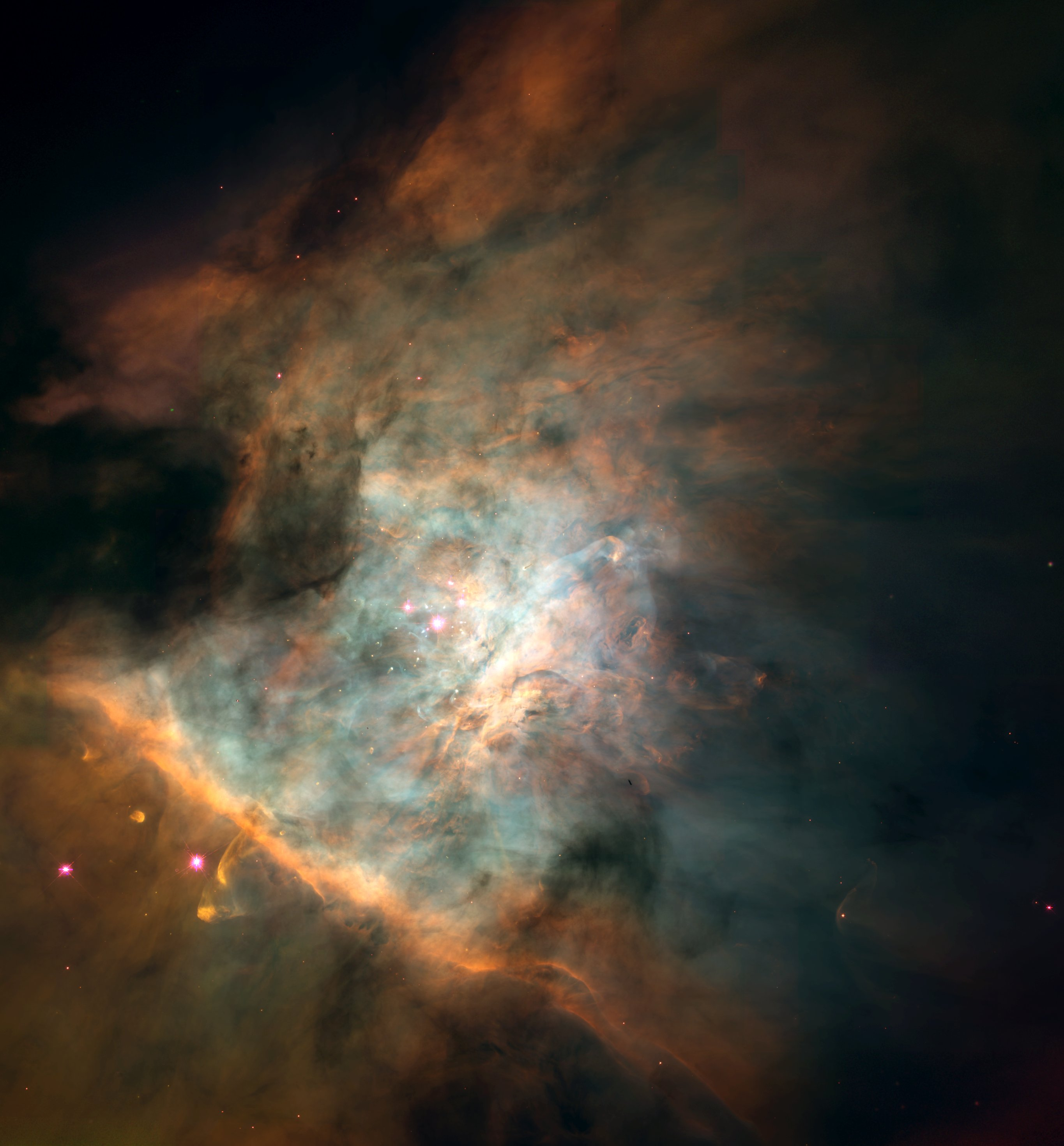
Imatge panoràmica del centre de la nebulosa, presa pel telescopi espacial Hubble. Aquesta vista és d'uns 2,5 anys llum. El Trapezi és al centre a l'esquerra. Crèdit:NASA/ESA.

Els núvols interestel·lars com la nebulosa d'Orió es troben a totes les galàxies com la via Làctia. Comencen com el límit gravitacional d'hidrogen fred i neutre, mesclat amb traces d'altres elements. El núvol pot contenir centenars de milers de masses solars i estendre's per centenars d'anys llum. Les diminutes forces de gravetat que podrien obligar el núvol a col·lapsar-se estan igualades per la poca pressió del gas del núvol.
Si degut a col·lisions amb un braç espiral, o a través d'una ona de xoc emesa des de supernoves, els àtoms es precipiten en molècules més pesants i el resultat és un núvol molecular. Això presagia la formació d'estrelles en el núvol, es creu que en un període de 10-30 milions d'anys, ja que la regió passa la massa Jeans i els volums desestabilitzats es col·lapsen en discs. Els discs es concentren al nucli per formar una estrella, que podria estar envoltada d'un disc protoplanetari. Aquest és l'actual estadi de l'evolució de la nebulosa, amb estrelles addicionals formant-se de núvols moleculats col·lapsats. Les estrelles més joves i més brillants que podem observar en la nebulosa d'Orió es creu que tenen menys de 300.000 anys, i la més brillant tan sols 10.000 anys.
Algunes d'aquestes estrelles col·lapsants poden ser particularment massives, i poden emetre graqns quantitats de radiació ionitzant ultraviolada. Un exemple d'això es pot observar en el cúmul del Trapezi. Amb el temps la llum ultraviolada de l'estrella massiva del centre de la nebulosa pot empènyer el gas i pols que l'envolta en un procés anomenat fotoevaporació. Aquest procés és responsable de crear la cavitat interior de la nebulosa, permetent que puguem veure les estrelles del nucli des de la Terra. Les més gran d'aquestes estrelles tenen una vida curta i evolucionen per convertir-se en supernoves.
En uns 100.000 anys, la major part del gas i pols serà ejectat. El romanent formarà un cúmul obert, un cúmul brillant, estrelles joves envoltades de tènues filaments de l'antic cúmul. Les Plèiades és un famós exemple d'aquests cúmuls.